# مولتراسیو
مولتراسیو (به ایتالیایی: Moltrasio) یک کومونه در ایتالیا است که در استان کومو واقع شده‌است.

## خصوصیات
مولتراسیو ۸٫۹ کیلومترمربع مساحت و ۱٬۷۱۰ نفر جمعیت دارد و ۲۴۷ متر بالاتر از سطح دریا واقع شده‌است.